# Tracy Brabin
Tracy Brabin est une actrice, scénariste et femme politique britannique née le 9 mai 1961 à Batley, dans le Yorkshire de l'Ouest.

## Biographie
Dans les années 1990 et 2000, Tracy Brabin joue dans plusieurs soap operas britanniques, notamment Coronation Street, EastEnders et Emmerdale.
Amie proche de la députée de Batley and Spen Jo Cox, Tracy Brabin est choisie par le Parti travailliste comme candidate lors de l'élection partielle qui fait suite à l'assassinat de Joe Cox, le 16 juin 2016,. Le Parti conservateur, les Libéraux-démocrates, le Parti vert et UKIP ne présentent pas de candidat en signe de respect, et Tracy Brabin remporte l'élection le 20 octobre avec près de 86 % des voix, le reste étant partagé entre petits partis d'extrême droite (dont le BNP et le Front national) et candidats indépendants.
Elle démissionne de sa fonction parlementaire le 10 mai 2021 après son élection au poste de maire du Yorkshire de l'Ouest.